# B'Tselem
B'Tselem (în ebraică בצלם, AFI: [beˈtselem], „după chipul lui [Dumnezeu]”) este o organizație non-profit din Israel, independentă de guvernul israelian, cu sediul la Ierusalim, ale cărei scopuri declarate sunt să documenteze încălcările drepturilor omului în teritoriile palestiniene ocupate de Israel, să combată negarea existenței acestor încălcări și să ajute la crearea unei culturi a drepturilor omului în Israel. Directorul executiv al organizației este Hagai El-Ad. B'Tselem are o filială și în Washington, D.C., cunoscută ca B'Tselem USA. De-a lungul timpului B'Tselem a provocat reacții vii în Israel, variind de la critici aspre și până la elogii entuziaste.

## Prezentare
B'Tselem a fost fondată în 1989, în timpul primei Intifada, de intelectuali și activiști israelieni, evrei și arabi, din partide cu orientare de stânga. Fondurile B'Tselem provin din donații individuale (atât israeliene cât și externe), de la diverse guverne  și fundații vest-europene și nord-americane activând în domeniul drepturilor omului.
B'Tselem a publicat peste o sută de rapoarte pe diferite teme precum tortura, decesele cauzate de tiruri ale forțelor de securitate, restricțiile de mișcare, exproprierea terenurilor și discriminarea în autorizarea și construirea în Ierusalimul de Est, detenția administrativă, demolarea locuințelor autorilor unor acte de teroare si ale familiilor lor, violența exercitată de coloniștii evrei și de palestinieni sau operațiunile militare israeliene în teritoriile palestiniene ocupate.
În decembrie 1989, organizației B'Tselem i-a fost acordat, împreună cu organizația palestiniană de factură similară Al-Haq, premiul Carter-Menil pentru Drepturile Omului.
De-a lungul timpului, B'Tselem a fost criticată intens de diverși factori statali sau politici israelieni și din Diaspora evreiască. În 2011, Ministrul de Externe Avigdor Lieberman a acuzat grupul si alte organizații israeliene și palestiniene ca Adallah și New Profile că sprijină terorismul arab și slăbește Armata Israeliană. De asemenea, organizația a fost criticată și de politicieni de la stânga eșichierului politic, ca de pildă, deputatul laburist din coalitia de partide Tabara Sionistă, Itzik Shmuli, care a afirmat că B'tselem ajută la demonizarea statului Israel.
În 2016, B'Tselem a anunțat că își întrerupe legăturile cu Armata Israeliană, în urma ignorării plângerilor transmise de organizația neguvernamentală.
O fostă membră evreică a conducerii B'Tselem, Vivian Silver, a fost omorâtă în masacrul organizat la 7 octombrie 2023 în kibuțul Be'eri de teroriștii palestineni din mișcarea Hamas, în cadrul atacului supriza asupra Israelului, denumit „Potopul Al Aqsa”.

## Istorie
B'Tselem a fost înființată pe 3 februarie 1989. Denumirea provine de la versetul 1:27 Arhivat în 12 iunie 2010, la Wayback Machine. al cărții Genezei, care statuează că toți oamenii au fost creați „b'tselem elohim” („după chipul și asemănarea lui Dumnezeu”), ceea ce organizația susține că este în concordanță cu Declarația Universală a Drepturilor Omului, conform căreia toți oamenii sunt egali și trebuie să se bucure de aceleași drepturi fundamentale.
Fondatorii principali ai B'Tselem au fost Daphna Golan-Agnon (profesor și director fondator al grupului feminist militant pentru pace Bat Shalom), David Zucker (membru al Knessetului din partea partidului Ratz, unul din fondatorii mișcării Pace Acum), Haim Oron (membru al Knessetului din partea partidului Mapam, unul din fondatorii mișcării Pace Acum), Zehava Gal-On (activistă a partidului Raț și viitoare membră a Knessetului din partea partidului Meretz, format prin uniunea Raț și Mapam), Avigdor Feldman (avocat specializat, între altele, în libertățile civile) și Edy Kaufman (activist pentru libertățile civile). Ziarul Washington Post descrie demarcarea dintre grupările pentru drepturile omului și partidele politice din Israel drept „foarte neclară”, constatând că Gal-On a servit ca lideră, pe rând, atât pentru partidul socialist Meretz, cât și pentru B'Tselem.

## Activitate
B'Tselem a declarat că este devotată „documentării încălcării drepturilor omului de care se face responsabil Israelul ca putere ocupantă”.

### Politicile israeliene de urbanism în Zona C
În 2013, B'Tselem a publicat un raport intitulat Acționând ca Proprietarul: Politica israeliană în Zona C, Cisiordania. Raportul reamintea că Zona C, consistând în aproximativ 60% din Cisiordania, se află sub control israelian deplin, și conchidea:
 Israelul limitează strict stabilimentele palestiniene, construcția și dezvoltarea în Zona C, ignorând nevoile populației palestiniene. Rezidenților palestinieni le este [...] negată orice cale legală pentru a-și construi locuințe sau dezvolta comunitățile, astfel că se confruntă cu teama constantă că le vor fi demolate casele, vor fi expulzați și își vor pierde mijloacele de trai.
B'Tselem mai sublinia că anumite localități din Zonele A și B, aflate sub diverse grade de control al Autorității Palestiniene, nu dispun de teren disponibil pentru construcții decât în Zona C, iar Israelul le interzice aproape complet. În consecință, „politica Israelului în Zona C are ramificații pentru rezidenții din toată Cisiordania. Granițele trasate pentru Zonele A și B impun o limitare artificială a terenurilor pentru unele din comunitățile din aceste zone”. B'Tselem a acuzat Israelul de violarea prin acțiunile sale a legilor umanitare internaționale și a legilor internaționale privind drepturile omului.

## Comitetul director
În aprilie 2018, comitetul director al B'Tselem era compus din următorii membri:
- David Zonsheine (președinte)
- Smadar Ben Natan
- Ido Blum
- Elias Khouri
- Menachem Klein
- Vered Madar
- Ibitsam Mara'ana-Menuhin
- Orly Noy